# Black Sheep (2006)
Black Sheep ist eine neuseeländische Horrorkomödie des Regisseurs Jonathan King. Der Stil orientiert sich an Peter Jacksons frühen Produktionen wie Bad Taste oder Braindead.
Der Film wurde das erste Mal am 10. September 2006 auf dem Toronto International Film Festival in Kanada einem Publikum präsentiert. Die Kinopremiere fand am 29. März 2007 in Neuseeland und am 10. August in Europa statt. Seine deutsche Premiere hatte der Film im Rahmen des Fantasy Filmfest, wo er 2007 als Eröffnungsfilm lief. In den USA hatte er am 22. Juni Erstaufführung und erschien dort am 9. Oktober auf DVD.

## Handlung
Trotz seiner krankhaften Angst vor Schafen begibt sich der traumatisierte Henry Oldfield nach 15 Jahren der Abwesenheit auf das Landgut seiner Familie ins neuseeländische Hinterland, um seinen Erbanteil an seinen älteren Bruder Angus zu verkaufen. Dieser plant, dort mit Hilfe gentechnischer Experimente das „Schaf der Zukunft“ zu entwickeln. Mit der Hilfe der umstrittenen Genforscherin Dr. Rush und ihrem Team gelingt es schließlich, eine neue Schafrasse zu züchten, die Angus auf einem Investorentreffen vorführen will. Grant und Experience, zwei Ökoaktivisten, welche die Machenschaften aufdecken wollen, entwenden einen gläsernen Probebehälter, in welchem sich ein mutiertes Lamm aus der Versuchsreihe befindet. Auf der Flucht stürzt Grant jedoch und das Gefäß geht zu Bruch, wodurch eine blutrünstige Kreatur entfliehen kann, die ihn beißt und innerhalb kurzer Zeit zu einem schafähnlichen Monster werden lässt. Fortan fällt er wie das mutierte Forschungsschaf im Blutrausch Menschen und Tiere an, die sich wiederum zu blutgierigen Wesen verwandeln.
Henry, Tucker (der Verwalter der Farm) und die Umweltaktivistin Experience werden bald von diesen „zombiefizierten“ Schafen attackiert. Doch der kaltblütige Angus, der ebenfalls ein Bissopfer ist, weigert sich zunächst, an die Existenz der Killerschafe zu glauben und sieht vielmehr sein profitables Geschäft mit potentiellen Investoren gefährdet. Sein Vorhaben scheitert jedoch kläglich, als seine Versammlung von einer wildgewordenen Horde Schafe angegriffen wird, die die Teilnehmer brutal niedermetzeln. Erst jetzt erkennt Angus, dass sich sein Körper verändert, doch mittlerweile ist es zu spät und er mutiert zu einem Wesen halb Mensch, halb Schaf; bald darauf lässt er sich dann mit einem besonders weißen Schaf romantisch ein.
Derweil wird die Farm von einer Epidemie der beißwütigen Schafe belagert; Henry wird ebenfalls verletzt, seine Verwandlung steht unmittelbar bevor, als Tucker plötzlich mit einem Gegenmittel auftaucht und ihm dieses verabreicht. Am Ende des Films wird Angus von einigen der Schafe gefressen, die anschließend von Henry, Tucker und Experience verbrannt werden. Die noch übrigen mutierten Menschen (darunter Grant) bekommen das Gegenmittel injiziert und werden so gerettet. Während das große Unglück abgewendet zu sein scheint, blökt am Ende des Films der Familienhund.

## Kritiken
„Wie sich das für eine Horrorkomödie dieses Typs gehört, wird der Film zunehmend absurder und zugleich brutaler; Henry und Experience laufen vor allem hektisch von einem Versteck ins Nächste, während um sie herum Blut und Gedärme spritzen, so hoch und weit es irgend geht. [...] King spielt zugleich mit den Klischees des Subgenres: Natürlich hat Henry eine panische Phobie vor Schafen, natürlich wird seine Angst bestätigt, und natürlich wird er sie überwinden müssen. Da man das von Anfang an weiß, kann der Spaß ja losgehen, und man hat auch Augen dafür, dass der Film einen feinen Kommentar auf das Bild Neuseelands im Mainstreamkino enthält, wie es seit Jacksons Herr-der-Ringe-Trilogie gepflegt wird.“

Das Lexikon des internationalen Films bezeichnete den Film als „[g]ut gelaunte Horrorkomödie“, die „von gelungenen Gags und engagierten Darstellern“ zehre. Der Schriftsteller Stephen King bezeichnete ihn als „liebenswert absurd, aber nach letzter Analyse nicht gerade umwerfend“.

## Auszeichnungen (Auswahl)
- 2007: Silberner Rabe, Brussels International Fantastic Film Festival
- 2007: Publikumspreis. Neuchâtel International Fantastic Film Festival